# رابرت پلومین
رابرت پلومین (انگلیسی: Robert Plomin؛ زادهٔ ۱۹۴۸ میلادی) یک دانشمند، متخصص و پژوهشگر مشهور در زمینه روان‌شناسی و ژنتیک رفتاری اهل ایالات متحده آمریکا است.
بر پایه‌ٔ گزارش مجله روان‌شناسی عمومی، او ۷۱مین روان‌شناس قرن بیستم از لحاظ بیشترین استناد در مقالات روان‌شناسی است.